# えちご押上ひすい海岸駅
えちご押上ひすい海岸駅（えちごおしあげひすいかいがんえき）は、新潟県糸魚川市押上二丁目にある、えちごトキめき鉄道日本海ひすいラインの駅である。

## 概要
当地への駅設置は、国鉄時代の1972年（昭和47年）に県立糸魚川高校が現在地に移転した時から誘致の機運はあったが、近隣に交直流境界のデッドセクション（ここを境に直江津方が直流1500V・糸魚川方が交流20,000V(60Hz)となっている）が設置されており、当該エリアに電車が停車してしまうとデッドセクションを惰性で通過する為の加速力が足りないために実現されなかった。
えちごトキめき鉄道と新潟県、沿線の3市では路線の駅間が長い市街地区間について複数個所で新駅設置の検討を行った。そのうち、糸魚川駅 - 梶屋敷駅間にある西海踏切付近の押上駅（仮称）については、糸魚川高校と県厚生連糸魚川総合病院への通学・通院需要が見込めるため費用対効果がより高いとして、先行して整備する方針が示され、2019年（令和元年）9月に「仮称・押上新駅」として認可された。なお、えちごトキめき鉄道移管後、本区間を経由する定期旅客列車は一部を除いて気動車を用いているため、前述の制約は解消されている。
新駅整備にあたっては、幹線鉄道等活性化事業費補助（形成計画事業）を活用し、糸魚川市地域公共交通協議会を主体として、国（鉄道・運輸機構経由）および地方公共団体の補助金を財源として事業が進められた。事業費は約6億円で、そのうち3億1,000万円を糸魚川市が拠出した。えちごトキめき鉄道が旧北陸線をJR西日本から移管後、初めて設置した駅である。

## 歴史

### 年表
- 2019年（令和元年）9月12日：北陸信越運輸局が仮称・押上新駅の整備を認可[10][12]。
- 2020年（令和2年）
  - 5月14日：当駅の工事に着手[13]。
  - 6月10日 - 7月10日：駅名の公募が行われる[1][14]。
  - 8月9日：駅名を「えちご押上ひすい海岸駅」に決定[1][2]。
- 2021年（令和3年）3月13日：開業[4][2][5]。

### 駅名の由来
駅名は、糸魚川市が市内に在住もしくは通勤通学している人を対象に、2020年6月10日から同年7月10日に行った駅名の公募で最多だった「押上」（当駅の住所）と市の観光地である「ひすい海岸」などを盛り込み観光的な要素、地域性を含んだものである。

## 駅構造
長さ約45 m、幅2.5 mの単式ホーム2面2線を有する地上駅。新潟県道221号上町屋釜沢糸魚川線と交差する踏切を挟んで上下別のホームがもうけられている。駅舎は糸魚川駅方面の乗り場に設置され、当駅のある押上地区が元々漁師町であったことから船小屋をイメージしたデザインとしている。駅舎内には、内装に糸魚川市の木材を使用した待合室がある。
梶屋敷駅と当駅の間（竹花踏切（国道8号竹ヶ花交差点隣接）- 前川踏切間（国道8号大和川交差点隣接））に交直セクションが設けられており、そこを境に糸魚川寄りが交流区間・直江津寄りが直流区間となっている。ただし、当駅に停車する旅客列車のほとんどは気動車による運行のため、一部を除きセクションの影響を受けない。
| ホーム           | 路線                | 方向 | 行先           |
| ---------------- | ------------------- | ---- | -------------- |
| 糸魚川寄りホーム | ■日本海ひすいライン | 下り | 直江津方面     |
| 直江津寄りホーム | ■日本海ひすいライン | 上り | 糸魚川・泊方面 |

- 接近表示器から流れるメロディは、直江津方面が『かっこう』、泊方面に『エリーゼのために』が使用されている。

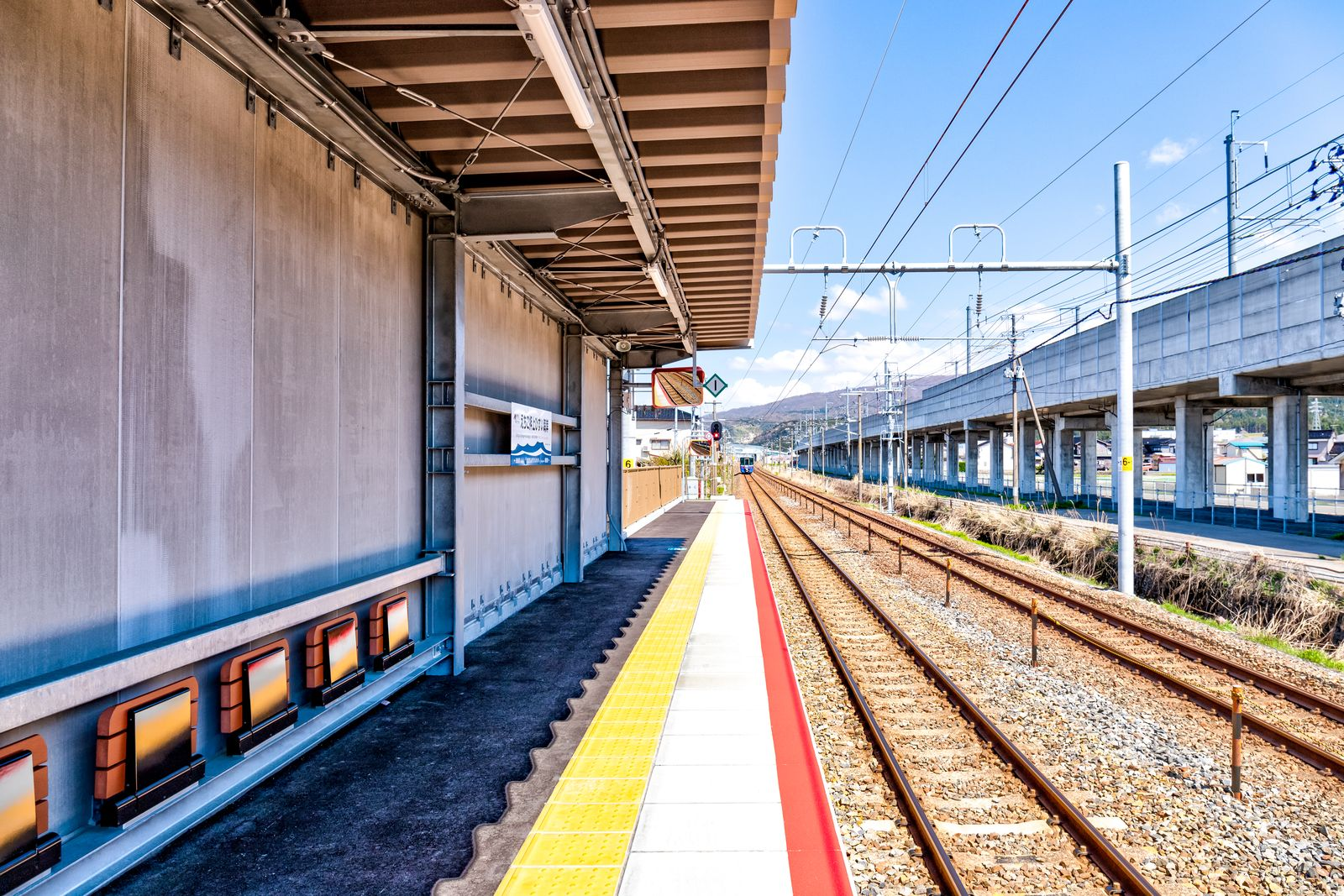
上りホーム（2021年4月）
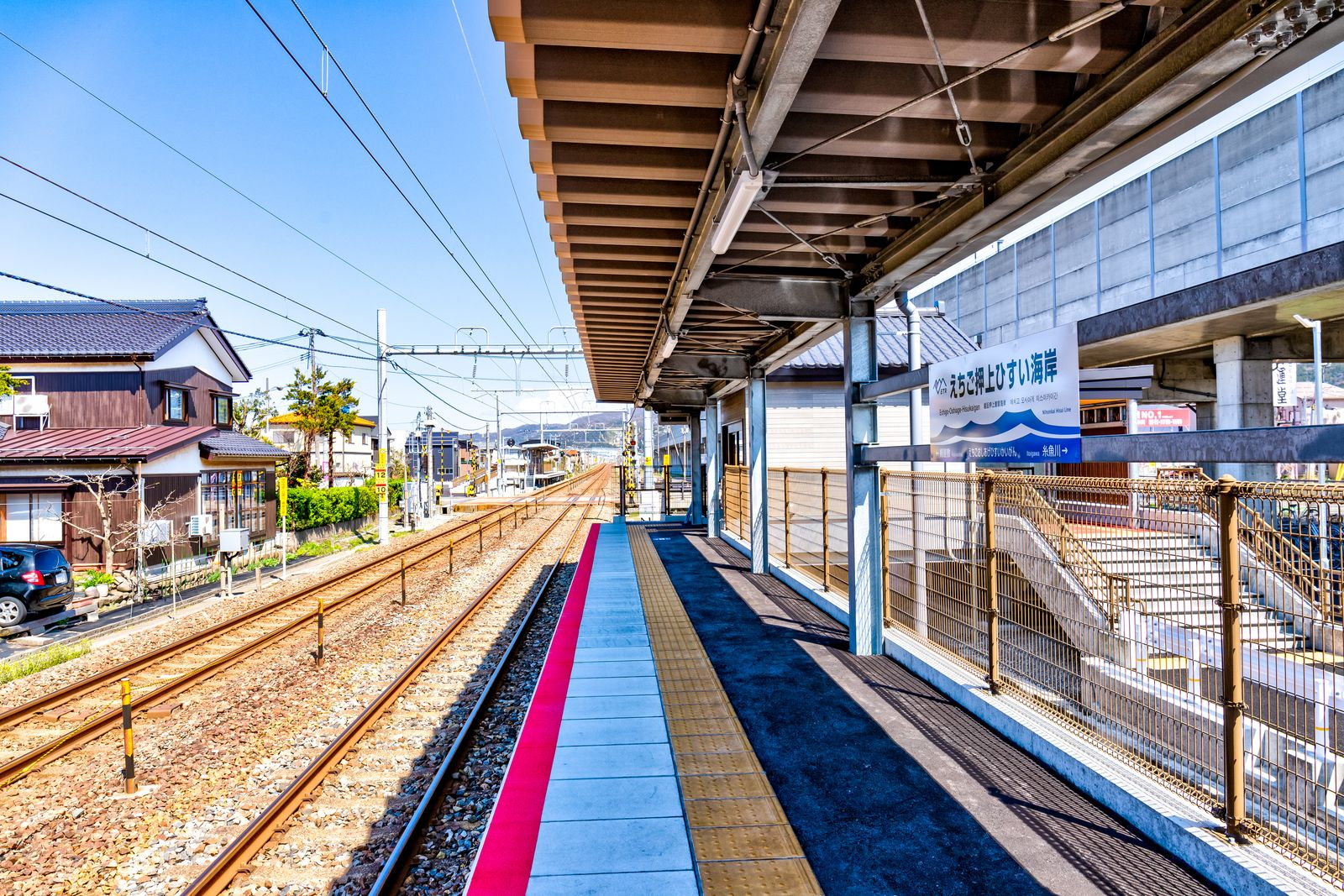
下りホーム（2021年4月）

## 利用状況
2023年（令和5年）度の1日平均乗車人員は115人である。
開業後の1日平均乗車人員は以下の通りである。
| 年度               | 1日平均 乗車人員 | 出典   |
| ------------------ | ---------------- | ------ |
| 2020年（令和02年） | 52               | [ 21 ] |
| 2021年（令和03年） | 71               | [ 22 ] |
| 2022年（令和04年） | 91               | [ 23 ] |
| 2023年（令和05年） | 115              | [ 20 ] |

## 駅周辺
駅の北側を東西方向に走る新潟県道222号西中糸魚川線は古くからの街道筋であり、間口が狭く奥行きの長い建物が高密度に続いている。一方、線路の南側はもともと一面の農地であったところに高度成長期後に建物が建ち始め、現在では住宅や店舗・事業所と農地が混在する。
- 原信糸魚川東店
- ヒスイ押上海岸もしもしピット
- ヒスイ海岸
- 糸魚川総合病院[5]
- 糸魚川市多目的交流センターアクアホール
- 糸魚川地域振興局[5]
- 新潟県立糸魚川高等学校[5]
- 糸魚川市立糸魚川東小学校

## バス路線
駅前に「えちご押上ひすい海岸駅前」バス停があるが、停車しない便が多い。そのため、駅北側へ徒歩約2分の県道222号沿い「押上一丁目」バス停が実質的に最寄りとなっている。以下は2021年3月13日改正時点でのものであり、すべて糸魚川バスによる運行。
- えちご押上ひすい海岸駅前
  - 08 中央大通り線（一部便のみ停車）
  - 09 市街地巡回線（一部便のみ停車）
- 押上一丁目
  - 01 能生青海線
  - 04 今井線
  - 05 根知線
  - 09 市街地巡回線
  - 13 能生線

## 隣の駅
えちごトキめき鉄道
■日本海ひすいライン
糸魚川駅 - えちご押上ひすい海岸駅 - 梶屋敷駅